# Campionat del Món de motociclisme de 2002
La temporada de 2002 del Campionat del món de motociclisme fou la 54a edició d'aquest campionat, organitzat per la FIM. Aquell any va començar l'era moderna de MotoGP. L'antiga categoria reina de 500cc es va rebatejar amb aquest nom i s'hi van introduir noves normes i reglaments que permetien competir les motos de quatre temps fins a 990 cc al costat de les tradicionals de dos temps i 500 cc de l'any anterior. El campió vigent de 500cc, Valentino Rossi, va guanyar el seu segon títol de la categoria reina (i primer de MotoGP) amb un total d'onze victòries i 355 punts. Rossi es va proclamar campió al Gran Premi de Rio de Janeiro, a quatre curses del final de la temporada.
El títol de 250cc el va guanyar Marco Melandri, que va guanyar nou curses i va anotar 298 punts. Es va proclamar campió al Gran Premi d'Austràlia i va esdevenir el campió més jove de la història d'aquella categoria. Arnaud Vincent va guanyar el títol de 125cc per 19 punts de diferència sobre el campió vigent, Manuel Poggiali. El títol es va decidir a l'última cursa de la temporada, a Xest.
Pel que fa als catalans, cal destacar el paper de Toni Elias i Dani Pedrosa, que obtingueren diverses victòries en les seves respectives categories. En la categoria reina, Àlex Crivillé es retirà definitivament durant la pretemporada.

## Resum de la temporada

### MotoGP
Aquell primer any de la categoria MotoGP, quatre equips de fàbrica (Repsol Honda, Marlboro Yamaha, Suzuki i Aprilia) van competir amb les noves motos de quatre temps, mentre que tots els equips satèl·lit van competir amb les clàssiques de dos temps de 500 cc. La temporada també va ser la del retorn de Dunlop i l'entrada de Bridgestone a la categoria reina. Dunlop va subministrar els pneumàtics a Suzuki, Aprilia, Yamaha WCM i Pramac Honda i Bridgestone va subministrar els del Team Roberts i Kanemoto Racing. Michelin va subministrar els dels sis equips restants. Malgrat tot, després de només dues curses, Suzuki va tornar a fer servir els pneumàtics Michelin per a la resta de la temporada.
Valentino Rossi, pilotant l'Honda RC211V de quatre temps, va guanyar la primera cursa de la temporada a Suzuka sota la pluja. El pilot de proves de Suzuki, Akira Ryo, que va córrer com a wildcard, i Carles Checa (Yamaha) van completar el podi de motos de quatre temps. El company d'equip de Rossi, Tohru Ukawa, va guanyar la segona cursa abans que Rossi dominés el campionat guanyant set curses consecutives. Max Biaggi va donar a la Yamaha YZR-M1 de quatre temps la seva primera victòria al Gran Premi de la República Txeca de Brno, mentre que Rossi s'hi va haver de retirar a causa de problemes amb els pneumàtics. En aquella cursa, Honda també va ampliar la seva presència en les motos de quatre temps tot proporcionant la RC211V al pilot de l'equip Honda Gresini Daijiro Kato. Rossi va guanyar dues curses consecutives a Portugal i Brasil, i en aquesta última va aconseguir el títol.

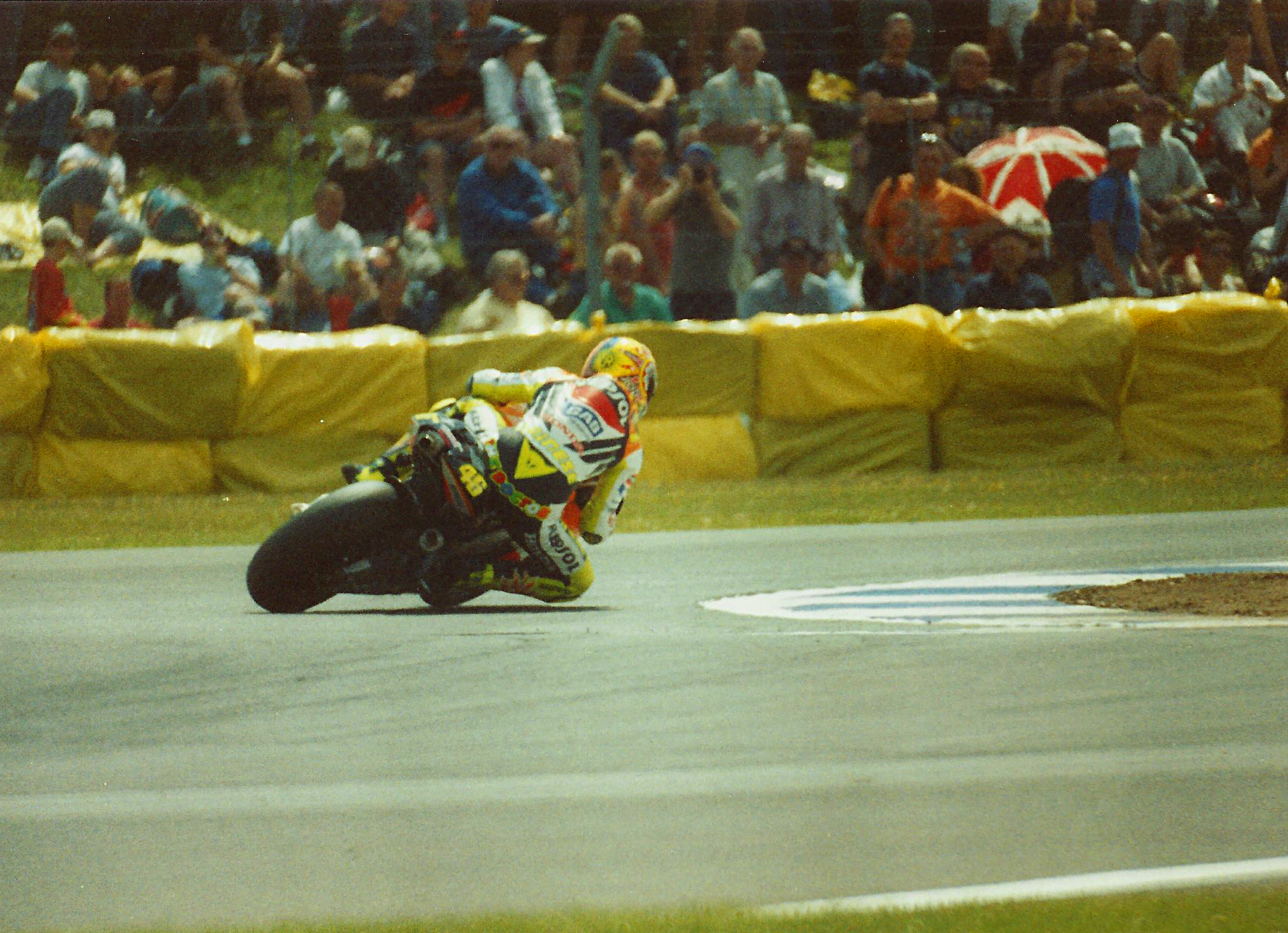
Valentino Rossi al GP de Gran Bretanya

Al Gran Premi del Pacífic, el pilot d'Honda Pons Alex Barros va guanyar la seva primera cursa amb la RC211V. En aquella cursa, Kawasaki va tornar al campionat del món després de 20 anys d'absència. La marca, amb la seva Ninja ZX-RR de quatre temps, va competir com a wildcard a les quatre últimes curses de la temporada per tal de preparar la seva plena entrada al campionat la temporada següent. A la següent cursa, a Sepang, Yamaha va ampliar la seva presència al sector dels quatre temps tot proporcionant les YZR-M1 a la parella de pilots de l'equip Tech 3, Olivier Jacque i Shinya Nakano. Un altre pilot de Yamaha, Norifumi Abe, va competir amb la cinquena YZR-M1 a les dues últimes curses de la temporada.
Rossi va acabar la temporada amb 355 punts obtinguts en onze victòries i quatre segons llocs. Biaggi va acabar segon darrere de Rossi amb 215 punts i dues victòries. Ukawa i Barros van completar els quatre primers amb 209 i 204 punts respectivament. El campió de 250cc de l'any anterior, Daijiro Kato, va acabar en setena posició amb dos podis i va ser nomenat Debutant de l'Any. Totes les curses les van guanyar les motos de quatre temps, mentre que les de dos temps només van aconseguir cinc podis. La poca competitivitat d'aquestes darreres davant les noves motos de quatre temps va provocar que al final de la temporada del 2003 ja no hi hagués motos de 500cc al campionat.
Honda va guanyar el campionat de constructors amb 390 punts i 14 victòries, seguida de Yamaha, que va guanyar les altres dues curses. Aquell any s'anuncià el retorn de Ducati a les competicions a partir de la següent temporada. L'equip Repsol Honda va guanyar el campionat d'equips en guanyar 12 curses i sumar els 564 punts de Rossi i Ukawa. Marlboro Yamaha i Honda Pons, que van guanyar dues curses cadascun, van ser segon i tercer respectivament.

### 250cc
La categoria de 250cc havia de proclamar un nou campió, ja que el de l'any anterior, Daijiro Kato, i el campió de 1993, Tetsuya Harada, que va acabar subcampió l'any anterior, van pujar a la categoria de MotoGP. Només tres pilots dels sis primers de l'any anterior van continuar als 250cc: Marco Melandri (Aprilia), Roberto Rolfo (Honda) i Fonsi Nieto (Aprilia). Melandri era l'únic de la categoria que n'havia guanyat mai una cursa (concretament, la del Gran Premi d'Alemanya del 2001). Entre els inscrits als 250cc hi havia tres antics campions del món de 125cc: Haruchika Aoki, Roberto Locatelli i Emili Alzamora.

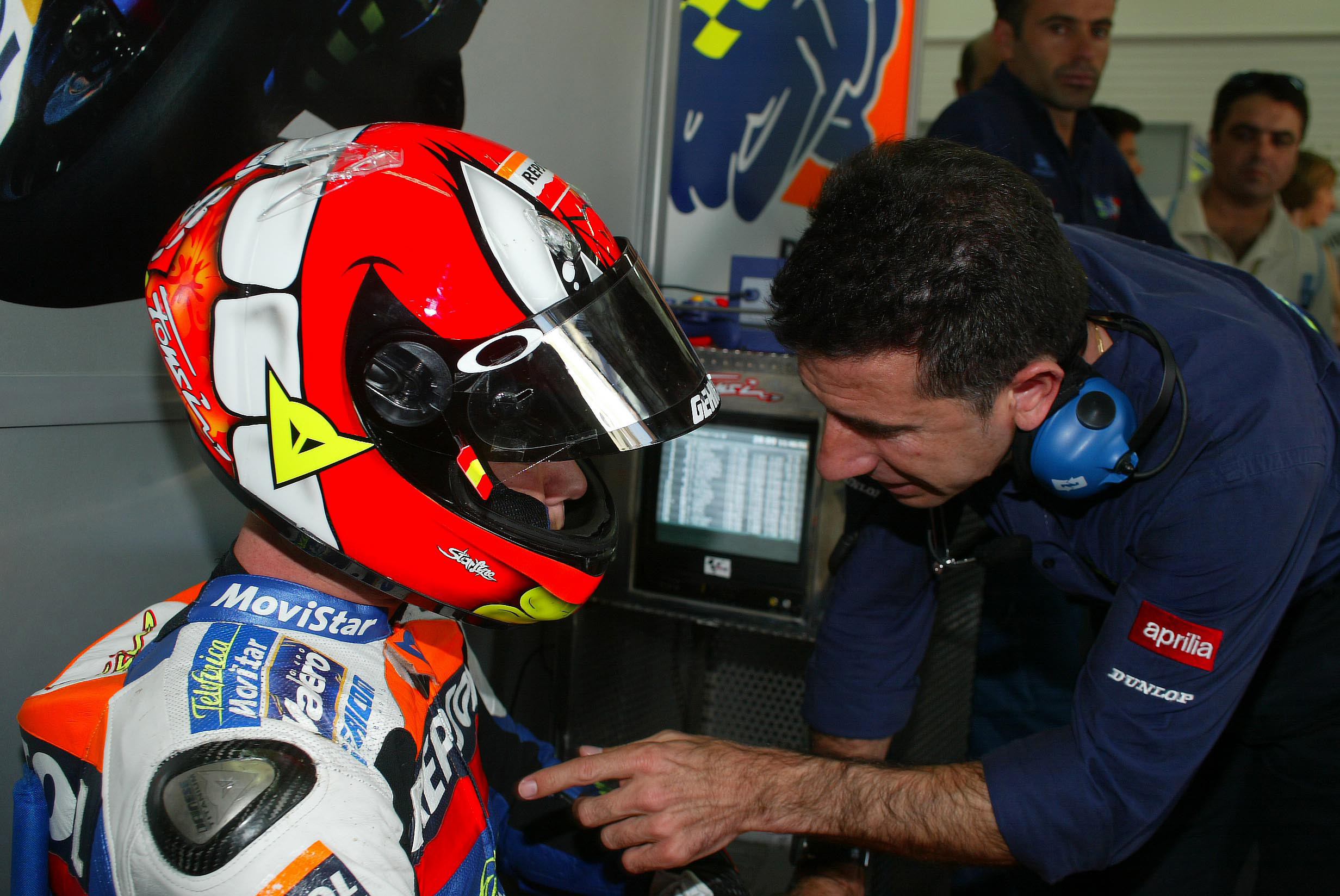
Fonsi Nieto, subcampió, fou el gran aspirant al títol fins al penúltim Gran Premi. A la imatge, amb Aspar a Xest.

La temporada va començar amb una cursa sota la pluja a Suzuka que va guanyar el pilot wildcard japonès Osamu Miyazaki, de l'equip Daytona Yamaha. El també wildcard d'Honda, Daisaku Sakai i Randy de Puniet (Aprilia) van completar el podi. A la següent cursa, a Welkom, Marco Melandri va aconseguir la seva segona victòria en 250cc. Fonsi Nieto va aconseguir la seva primera victòria al Gran Premi d'Espanya i va prendre el lideratge a la classificació del campionat per davant de Puniet i Franco Battaini. L'espanyol va guanyar la següent cursa a Le Mans abans que Melandri guanyés les tres curses següents i el superés al capdavant del campionat després del Dutch TT. Melandri va continuar la seva ratxa de sis victòries consecutives i va ampliar el seu avantatge a la classificació a 37 punts després del Gran Premi de la República Txeca.
Nieto va guanyar el Gran Premi de Portugal, cosa que era la desena victòria consecutiva d'Aprilia aquell any. Nieto, que va caure a la tretzena volta, se'n va recuperar des de la setena posició i va guanyar la cursa en mullat davant de Melandri. La ratxa de victòries d'Aprilia es va trencar quan Sebastián Porto (Yamaha) va guanyar el Gran Premi de Rio de Janeiro en pista mullada. El debutant Toni Elías va guanyar la següent cursa a Motegi després d'un duel a l'última volta amb Melandri. L'italià hi va acabar segon i va augmentar el seu avantatge sobre Nieto a 52 punts. Amb tres curses per disputar, Melandri només necessitava acabar per davant de Nieto al Gran Premi de Malàisia per aconseguir el campionat. Malgrat tot, va patir una avaria mecànica a la primera volta, mentre que Nieto va guanyar la cursa i va reduir la diferència a 27 punts. Melandri finalment es va proclamar campió al Gran Premi d'Austràlia amb una ajustada victòria sobre Nieto. Tots dos van lluitar fins a l'última volta i Melandri va guanyar per només 0,007 segons de diferència. L'italià va esdevenir el campió del món de 250cc més jove de la història, a 20 anys i 74 dies.
Melandri va acabar la temporada amb 298 punts, nou victòries, tres segons llocs i un de quart. Nieto va acabar subcampió amb 241 punts i quatre victòries, seguit de Roberto Rolfo i el debutant Toni Elías amb 219 i 178 punts respectivament. Elías, que va aconseguir una victòria i quatre podis més, va ser nomenat Debutant de l'any de la categoria. Aprilia va guanyar el campionat de constructors amb els 382 punts i 14 victòries de Melandri, Nieto i Elías. Honda va acabar segona amb 244 punts, però no va aconseguir cap victòria. Yamaha, que va guanyar dues curses gràcies a les victòries de Miyazaki i Porto en mullat, va acabar tercera amb 211 punts.

### 125cc
La llista d'inscrits de 125cc estava encapçalada pel vigent campió Manuel Poggiali i els dos vegades subcampions Youichi Ui i Noboru Ueda. Hi havia cinc pilots més que havien guanyat anteriorment una cursa de 125cc: Masao Azuma, Lucio Cecchinello, Stefano Perugini, Simone Sanna i Arnaud Vincent.

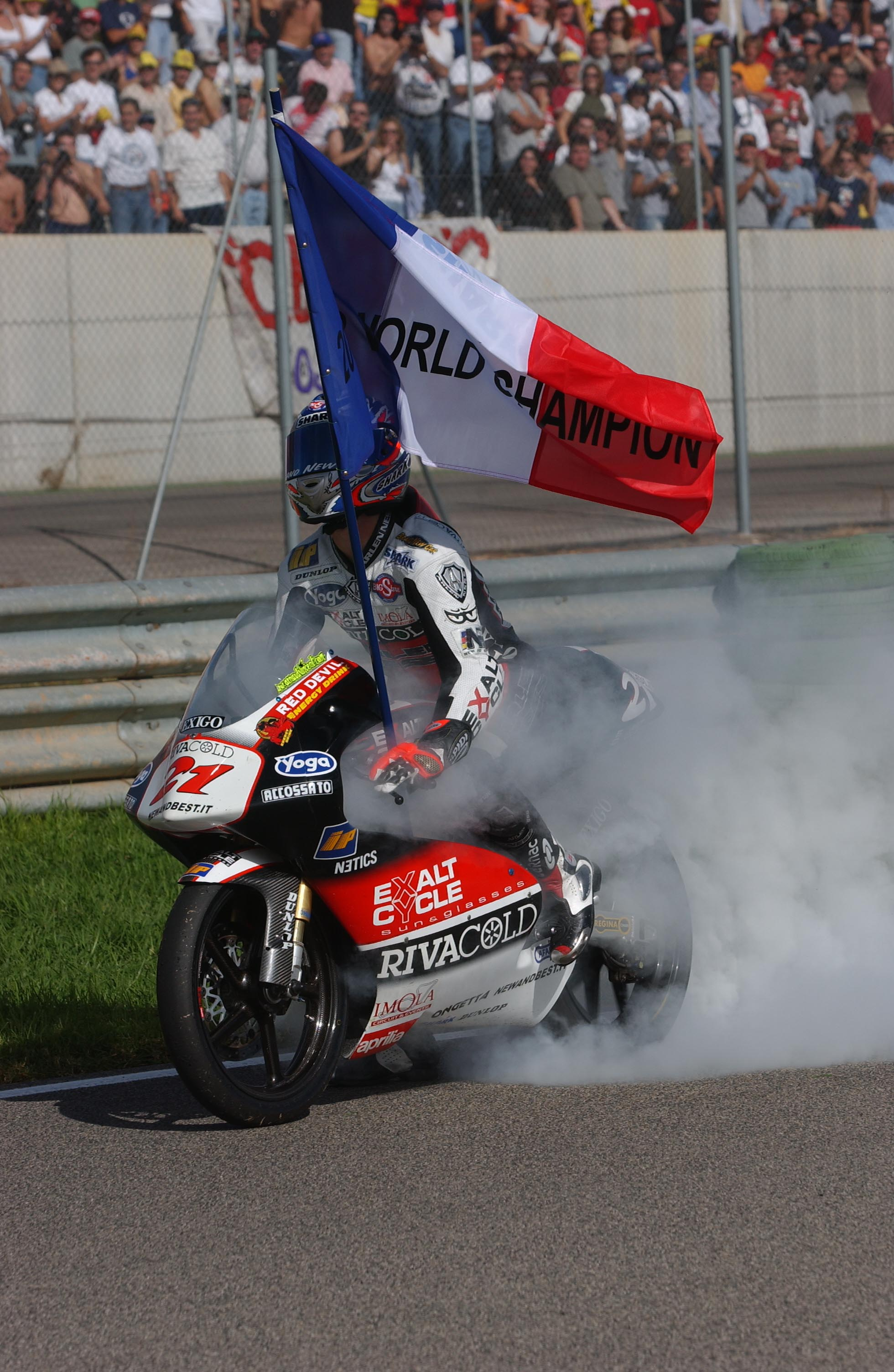
Arnaud Vincent celebrant el títol a Xest

Arnaud Vincent, que havia tornat a Aprilia després d'un any amb Honda, va guanyar la primera cursa a Suzuka en mullat. Després va ampliar el seu avantatge al campionat amb dos segons llocs a la segona i tercera cursa, darrere de Manuel Poggiali i Lucio Cecchinello respectivament. A la següent ronda, a Le Mans, Cecchinello va guanyar la seva segona cursa consecutiva per davant de Poggiali, mentre que Vincent va acabar quart. Poggiali va reprendre el lideratge del campionat a Vincent després de guanyar el Gran Premi d'Itàlia. L'italià va guanyar la següent cursa al circuit de Catalunya amb un avançament a la mateixa línia de meta sobre el jove Dani Pedrosa. Dues setmanes més tard, Pedrosa va guanyar la seva primera cursa al Dutch TT davant de Poggiali.
Vincent, que va liderar el campionat durant les quatre primeres curses, va tornar a encapçalar-lo amb dues victòries consecutives a Donington Park i Sachsenring. Després d'acabar tercer darrere de Cecchinello i Pedrosa a Brno, Vincent va guanyar la plujosa cursa de Portugal i va recuperar el lideratge del campionat. Els pilots d'Honda Masao Azuma i Pedrosa van guanyar les dues curses següents a Rio de Janeiro i Motegi, mentre que Poggiali va reduir el lideratge de Vincent a només vuit punts gràcies a dos podis i un problema mecànic del francès a Motegi. Vincent va ampliar el seu lideratge guanyant el Gran Premi de Malàisia, mentre que Poggiali va acabar-hi quart. Malgrat tot, Poggiali va guanyar la següent cursa a Phillip Island, mentre que Vincent va acabar-hi quart, i va reduir l'avantatge del francès a vuit punts. A l'última cursa de la temporada, a Xest, Vincent va acabar segon darrere de Pedrosa i va aconseguir el títol, mentre que Poggiali va acabar-hi setè.
Vincent va acabar la temporada amb 273 punts i cinc victòries, 19 punts per davant del campió vigent Poggiali, que va aconseguir 254 punts i quatre victòries. Pedrosa i Cecchinello van acabar tercer i quart amb tres victòries cadascun. El títol de Debutant de l'Any de la categoria el va guanyar el finlandès Mika Kallio, que va aconseguir 78 punts amb l'equip Red Devil Honda. Aprilia va guanyar el campionat de [constructors amb 341 punts i vuit victòries de Vincent i Cecchinello. Honda va acabar segona amb 285 punts i quatre victòries de Pedrosa i Azuma, mentre que Gilera va acabar tercera amb 254 punts i tres victòries de Poggiali.

## Canvis de classes
El 2002, la nova classe de MotoGP va substituir l'antiga dels 500cc, introduïda el 1949 com a una de les classes inicials del campionat. Per tant, aquesta temporada es considera l'inici de l'era moderna de MotoGP.

## Campions del món
Pilots
| 125cc          | 250cc          | MotoGP          |
| -------------- | -------------- | --------------- |
| Arnaud Vincent | Marco Melandri | Valentino Rossi |

Constructors
| 125cc   | 250cc   | MotoGP |
| ------- | ------- | ------ |
| Aprilia | Aprilia | Honda  |

Equips
El 2002 es va instaurar un nou títol mundial per a equips de MotoGP. El campió és l'equip els pilots del qual obtinguin més punts durant el campionat.
| MotoGP            |
| ----------------- |
| Repsol Honda Team |

## Grans Premis

### Sistema de puntuació
Barem de puntuació de 1993 ençà:
| Posició | 1  | 2  | 3  | 4  | 5  | 6  | 7 | 8 | 9 | 10 | 11 | 12 | 13 | 14 | 15 |
| Punts   | 25 | 20 | 16 | 13 | 11 | 10 | 9 | 8 | 7 | 6  | 5  | 4  | 3  | 2  | 1  |

### Calendari
| Cursa | Data              | Gran Premi                            | Circuit        |
| ----- | ----------------- | ------------------------------------- | -------------- |
| 1     | 7 d'abril         | Gran Premi del Japó                   | Suzuka         |
| 2     | 21 d'abril        | Gran Premi d'Àfrica                   | Welkom         |
| 3     | 5 de maig         | Gran Premi d'Espanya                  | Jerez          |
| 4     | 19 de maig        | Gran Premi de França                  | Le Mans        |
| 5     | 2 de juny         | Gran Premi d'Itàlia                   | Mugello        |
| 6     | 16 de juny        | Gran Premi de Catalunya               | Catalunya      |
| 7     | 29 de juny ††     | Dutch TT                              | Assen          |
| 8     | 14 de juliol      | Gran Premi de Gran Bretanya           | Donington Park |
| 9     | 21 de juliol      | Gran Premi d'Alemanya                 | Sachsenring    |
| 10    | 25 d'agost        | Gran Premi de la República Txeca      | Brno           |
| 11    | 8 de setembre     | Gran Premi de Portugal                | Estoril        |
| 12    | 21 de setembre †† | Gran Premi de Rio de Janeiro          | Jacarepaguá    |
| 13    | 6 d'octubre       | Gran Premi del Pacífic                | Motegi         |
| 14    | 13 d'octubre      | Gran Premi de Malàisia                | Sepang         |
| 15    | 20 d'octubre      | Gran Premi d'Austràlia                | Phillip Island |
| 16    | 3 de novembre     | Gran Premi de la Comunitat Valenciana | Ricardo Tormo  |

†† = Cursa en dissabte

### Guanyadors
| Cursa | Gran Premi                            | 125cc             | 250cc           | MotoGP          | Resultats |
| ----- | ------------------------------------- | ----------------- | --------------- | --------------- | --------- |
| 1     | Gran Premi del Japó                   | Arnaud Vincent    | Osamu Miyazaki  | Valentino Rossi | Resultat  |
| 2     | Gran Premi d'Àfrica                   | Manuel Poggiali   | Marco Melandri  | Tohru Ukawa     | Resultat  |
| 3     | Gran Premi d'Espanya                  | Lucio Cecchinello | Fonsi González  | Valentino Rossi | Resultat  |
| 4     | Gran Premi de França                  | Lucio Cecchinello | Fonsi González  | Valentino Rossi | Resultat  |
| 5     | Gran Premi d'Itàlia                   | Manuel Poggiali   | Marco Melandri  | Valentino Rossi | Resultat  |
| 6     | Gran Premi de Catalunya               | Manuel Poggiali   | Marco Melandri  | Valentino Rossi | Resultat  |
| 7     | Dutch TT                              | Dani Pedrosa      | Marco Melandri  | Valentino Rossi | Resultat  |
| 8     | Gran Premi de Gran Bretanya           | Arnaud Vincent    | Marco Melandri  | Valentino Rossi | Resultat  |
| 9     | Gran Premi d'Alemanya                 | Arnaud Vincent    | Marco Melandri  | Valentino Rossi | Resultat  |
| 10    | Gran Premi de la República Txeca      | Lucio Cecchinello | Marco Melandri  | Max Biaggi      | Resultat  |
| 11    | Gran Premi de Portugal                | Arnaud Vincent    | Fonsi González  | Valentino Rossi | Resultat  |
| 12    | Gran Premi de Rio de Janeiro          | Masao Azuma       | Sebastián Porto | Valentino Rossi | Resultat  |
| 13    | Gran Premi del Pacífic                | Dani Pedrosa      | Toni Elias      | Alex Barros     | Resultat  |
| 14    | Gran Premi de Malàisia                | Arnaud Vincent    | Fonsi González  | Max Biaggi      | Resultat  |
| 15    | Gran Premi d'Austràlia                | Manuel Poggiali   | Marco Melandri  | Valentino Rossi | Resultat  |
| 16    | Gran Premi de la Comunitat Valenciana | Dani Pedrosa      | Marco Melandri  | Alex Barros     | Resultat  |

## Galeria

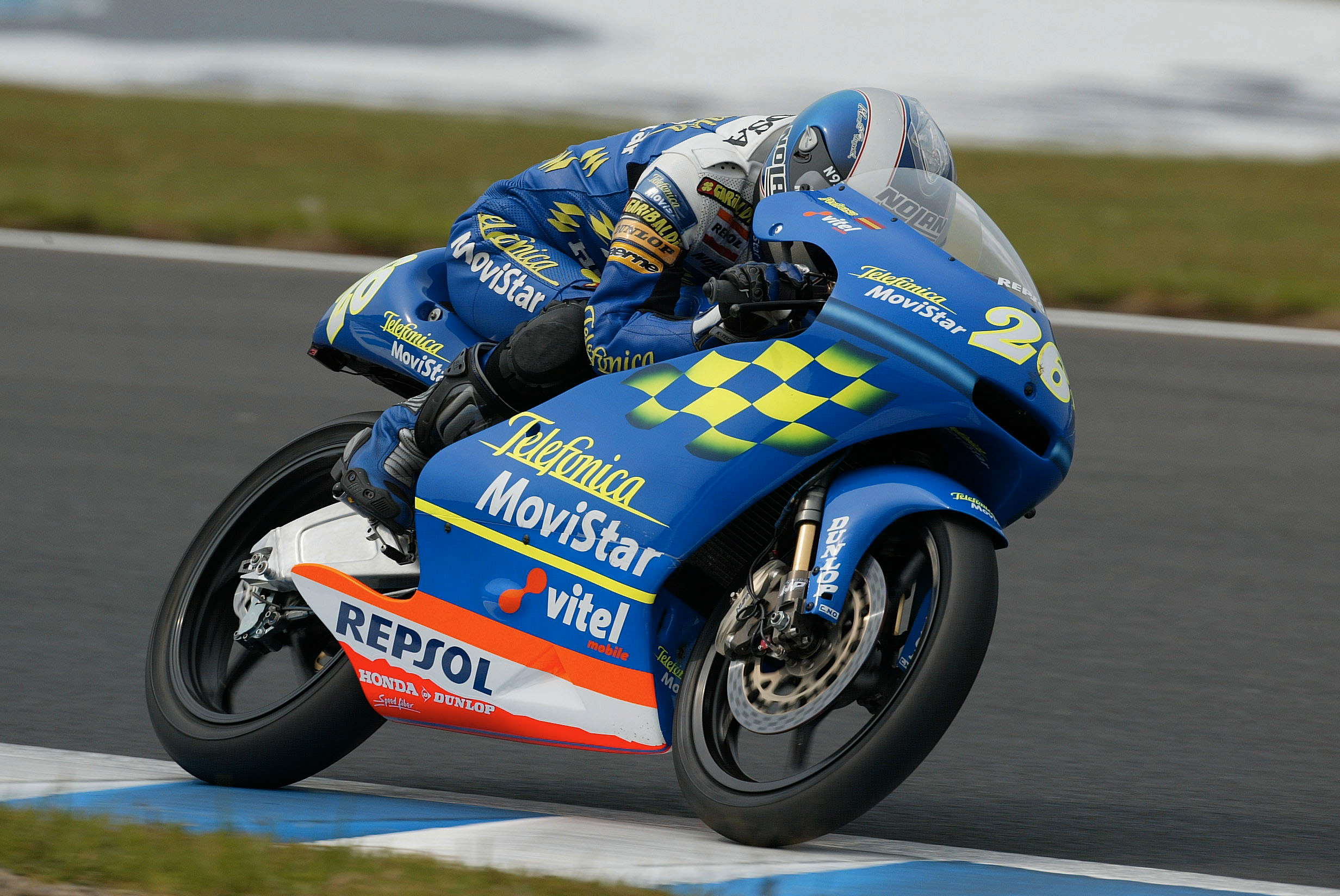
Dani Pedrosa, tercer als 125cc
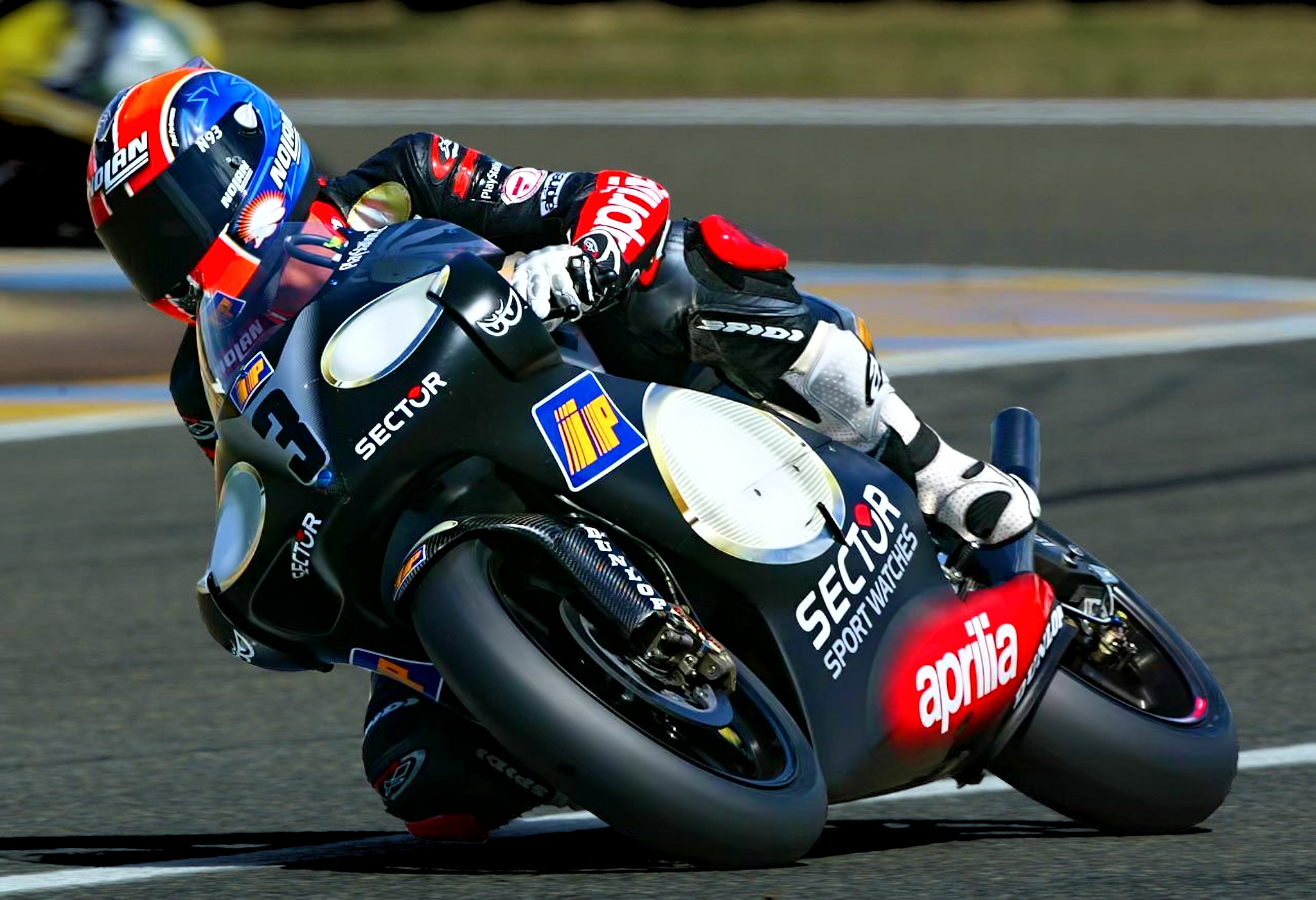
Marco Melandri, campió de 250cc
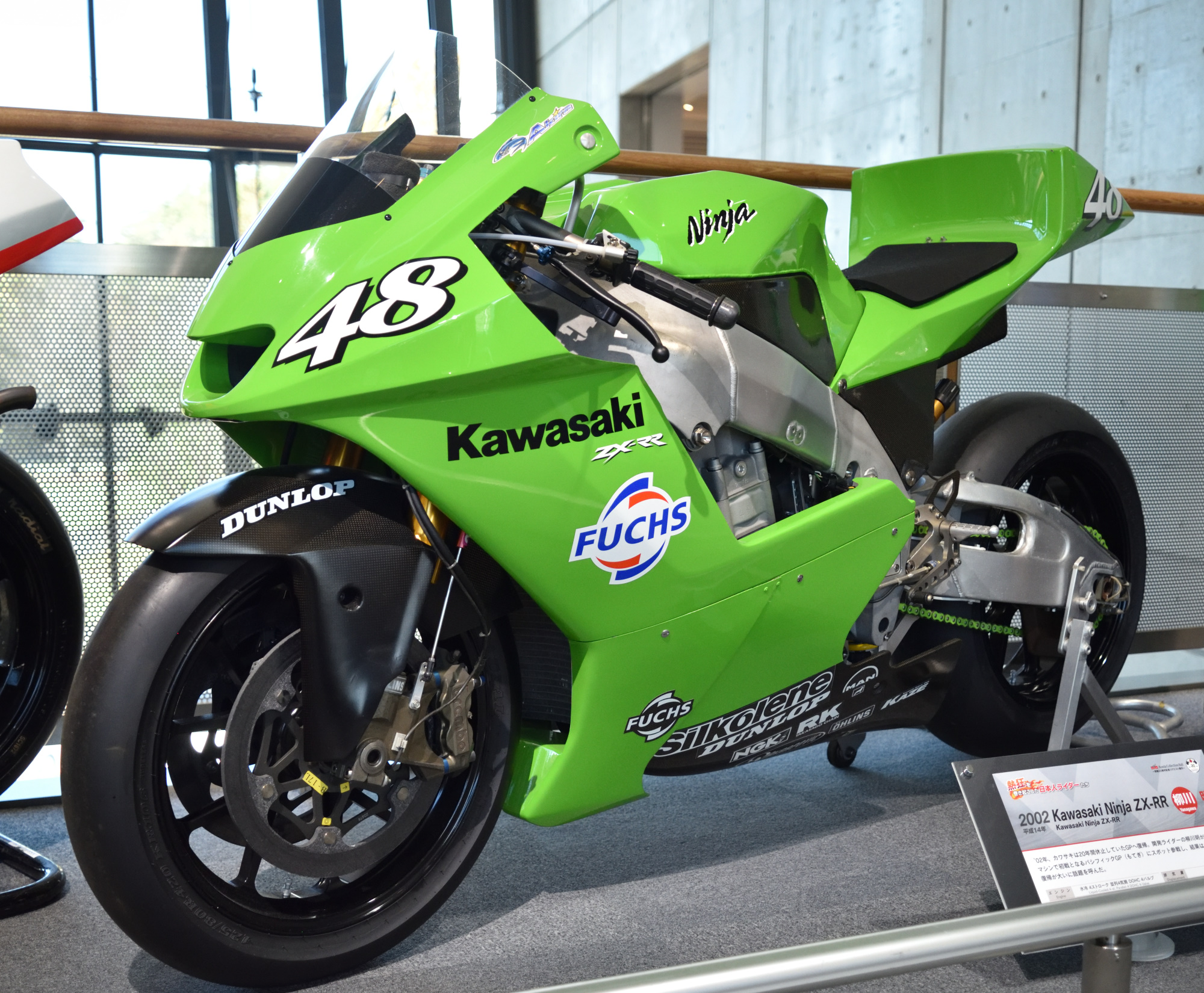
Kawasaki tornà amb la Ninja ZX-RR
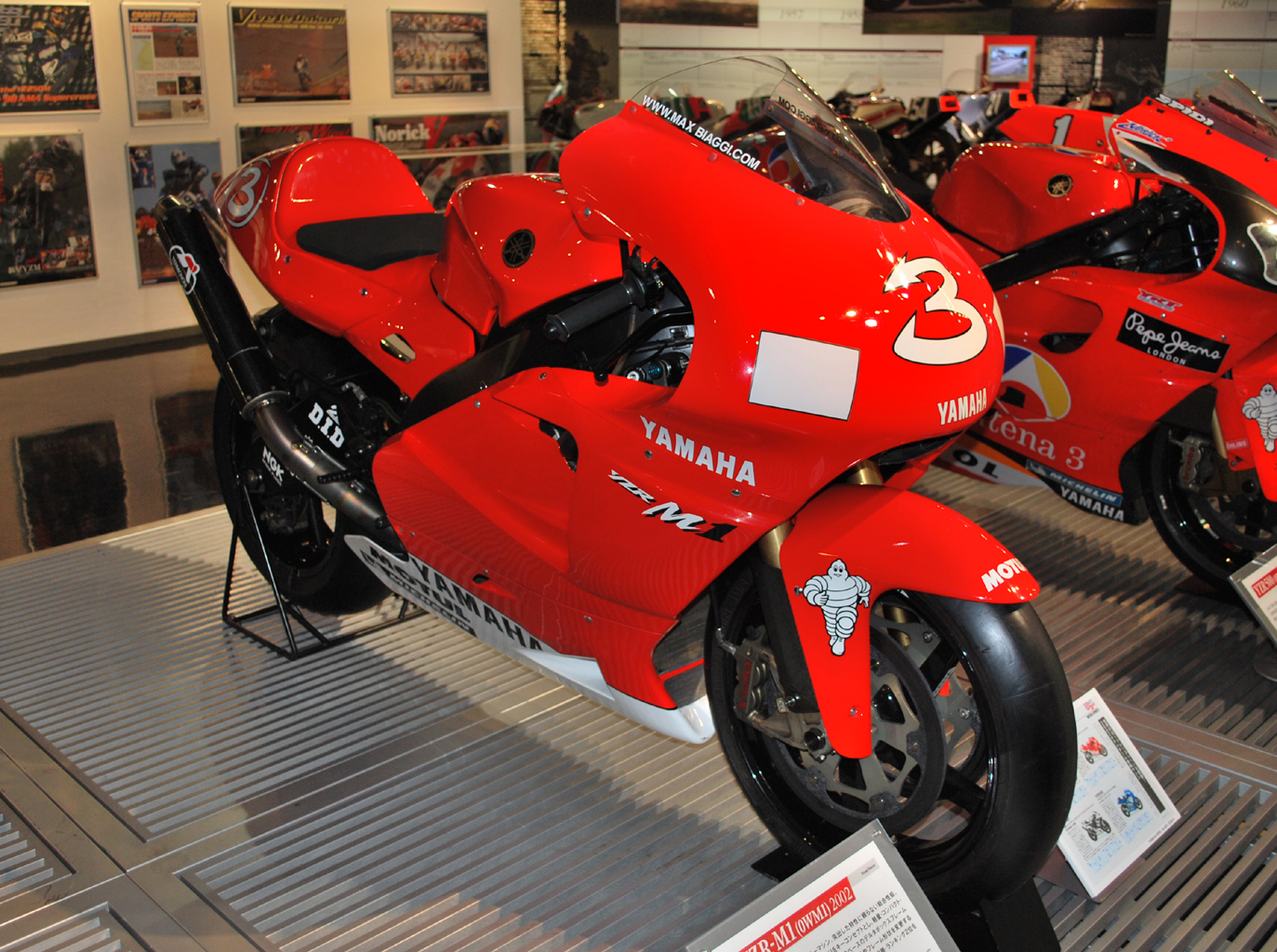
La Yamaha YZR-M1 amb què Max Biaggi fou subcampió de MotoGP
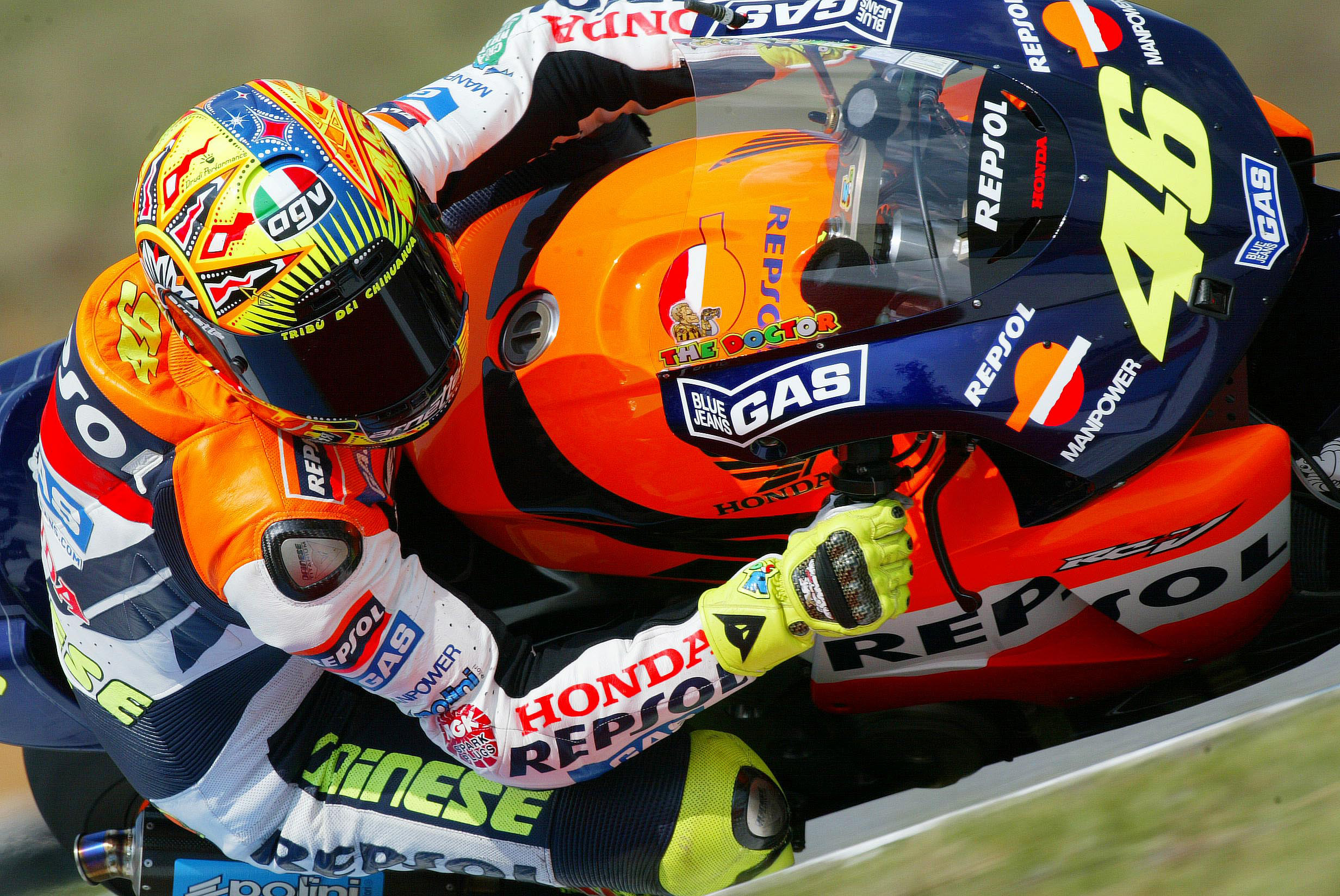
Valentino Rossi, campió de MotoGP

## Debutant de l'any
Des del 2002, s'atorga el premi al Debutant de l'Any de MotoGP (MotoGP Rookie of the Year) al millor debutant –o "novell", rookie en anglès– a la categoria reina (és a dir, el qui acumula més punts al campionat durant la seva primera temporada en aquesta categoria).
El Debutant de l'Any de MotoGP del 2002 fou el japonès Daijiro Kato.

## Classificació dels pilots

### MotoGP
(Llegenda) (En negreta - Pole; En cursiva - Volta ràpida)
- Les rondes marcades en blau es van córrer sobre pista mullada o van ser aturades per la pluja.
- Els pilots marcats en blau optaven al premi Debutant de l'any.